# Danis concolor
Danis concolor är en fjärilsart som beskrevs av Rothschild 1917. Danis concolor ingår i släktet Danis och familjen juvelvingar. Inga underarter finns listade i Catalogue of Life.